# Пелашенко Григорій
Григорій Пелашенко (Г. М. Пелашенко, кінець 19 ст. — друга половина 20 ст.) — український актор, режисер, адміністратор театральної трупи. Відомий за виступами в Національному зразковому театрі, Державному драматичному театрі, Одеському музично-драматичному театрі.

## Загальні відомості
Виступав у трупі І. Л. Сагатовського, принаймні у 1917 році.
В 1917–1918 — актор Національного зразкового театру. Про цей час в його неопублікованому щоденнику відзначається популярність театру: «Національний Театр завжди був переповнений. Це йшло за те, що добрі актори у нас були.»
1918 — актор Державного драматичного театру.
В радянські часи працював, зокрема, в Полтавському театрі (1926).
Коли у 1933 на Донбас було переведено основний склад Харківського червонозаводського театру і на його базі було створено Сталінський державний український драматичний театр Г. Пелашенко на запрошення В. С. Василька серед інших приєднався до трупи нового театру на Донбасі.
Г. М. Пелашенко відомий за виступами в Одеському музично-драматичному театрі. Був як актором так і адміністратором трупи. Керівник театру В. С. Василько «систематично відвідував вистави і разом з членами художньої ради виправляв недоліки на виставах і репетиціях. Оперативна ліквідація недоліків і систематичне стеження за цим було б неможливим без точного обліку всього, що робиться на сцені. Зразковий облік був запроваджений дуже ретельним завідувачем трупою Г. М. Пелашенком і згодом продовжений його помічником і заступником М. І. Добровольським».
Як режисер, поставив «Поворот до Європи» Василя Дубровського у Кременчуцькому театрі ім. І. Тобілевича (1943).
Знявся в кінофільмі «Коні не винні» (1956, Одеська кіностудія)..
Зберігся якісний аудіозапис радіоспектаклю п'єси В. Василька «Чашка чорної кави» в читці акторами за ролями, зроблений 2 травня 1971 року на квартирі Василя Василька в Одесі, в якому серед інших акторів Одеського театру взяв участь Г. М. Пелашенко.

## Ролі
- Рибалка («В степах України» О. Корнійчука)
- Добчинський («Ревізор» М. Гоголя)